# Eulerlinjen
| Figur 1. Spetsvinklig triangel till vänster, trubbvinklig till höger. Eulerlinjen svart. I den spetsvinkliga triangeln ser Eulerlinjen ut att vara parallell med sidan A C ¯ {\displaystyle {\overline {AC}}} , men detta är bara en "tillfällighet". |  | Figur 1. Spetsvinklig triangel till vänster, trubbvinklig till höger. Eulerlinjen svart. I den spetsvinkliga triangeln ser Eulerlinjen ut att vara parallell med sidan A C ¯ {\displaystyle {\overline {AC}}} , men detta är bara en "tillfällighet". |
| Figur 1. Spetsvinklig triangel till vänster, trubbvinklig till höger. Eulerlinjen svart. I den spetsvinkliga triangeln ser Eulerlinjen ut att vara parallell med sidan {\displaystyle {\overline {AC}}}, men detta är bara en "tillfällighet".        |  | |

Eulerlinjen är en rät linje inom den euklidiska plangeometrin som förbinder flera för en triangel signifikanta punkter, speciellt märks (se figur 1):
{\displaystyle H} ortocentrum (orange)
{\displaystyle N} niopunktscirkelns mittpunkt (ljusblå)
{\displaystyle G} triangelns tyngdpunkt (gul)
{\displaystyle O} den omskrivna cirkelns medelpunkt (violett)
{\displaystyle L} de Longchampspunkten (röd)
Punkterna {\displaystyle N}, {\displaystyle G} och {\displaystyle O} delar sträckan {\displaystyle {\overline {HL}}} i fyra delar med proportionerna:
{\displaystyle |{\overline {HN}}|:|{\overline {NG}}|:|{\overline {GO}}|:|{\overline {OL}}|=3:1:2:6}
Punkterna {\displaystyle H}, {\displaystyle N}, {\displaystyle G} och {\displaystyle O} delar Eulerlinjen harmoniskt:
{\displaystyle (H,G;N)=-(H,G;O)}
Värt att notera är att alla de ovanstående punkterna sammanfaller i en liksidig triangel. som därför saknar Eulerlinje. I en rätvinklig triangel går Eulerlinjen genom det rätvinkliga hörnet och hypotenusans mittpunkt. Hos en likbent triangel går Eulerlinjen genom den oliklånga sidans mittpunkt och den mot denna stående olikstora vinkeln.
I ett ortocentriskt system skär Eulerlinjerna till de fyra trianglarna varandra i den gemensamma niopunktscirkelns medelpunkt.
Eulerlinjen är uppkallad efter den schweiziske matematikern Leonhard Euler.

Figur 2.

## Bevis
Beteckningar enligt figur 2.
Vi definierar först Eulerlinjen som den räta linje {\displaystyle {\overline {HO}}} som går genom ortocentrum {\displaystyle H} och den omskrivna cirkelns medelpunkt {\displaystyle O} och därmed ligger dessa båda punkter såklart på linjen, vilket inte behöver visas. Att ortocentrum ligger i skärningspunkten mellan de tre höjderna (orange) genom triangelhörnen till dessas respektive motstående sidor och att den omskrivna cirkelns medelpunkt ligger i skärningspunkten mellan de tre sidornas mittpunktsnormaler (violetta) förutsättes vara bekant.

### Triangelns tyngdpunkt
Enligt ovan har vi således att ({\displaystyle \parallel } betecknar "är parallell med"):
{\displaystyle {\overline {AA_{H}}}\parallel {\overline {OM_{BC}}}}   ,    {\displaystyle {\overline {BB_{H}}}\parallel {\overline {OM_{AC}}}}    och    {\displaystyle {\overline {CC_{H}}}\parallel {\overline {OM_{AB}}}}.
Eftersom {\displaystyle 2\cdot |{\overline {CM_{AC}}}|=|{\overline {CA}}|} och {\displaystyle 2\cdot |{\overline {CM_{BC}}}|=|{\overline {CB}}|} gäller:
{\displaystyle {\overline {M_{BC}M_{AC}}}\parallel {\overline {BA}}} och {\displaystyle 2\cdot |{\overline {M_{BC}M_{AC}}}|=|{\overline {BA}}|}
Vi avsätter nu mittpunkterna {\displaystyle M_{AH}} på {\displaystyle {\overline {AH}}} och {\displaystyle M_{BH}} på {\displaystyle {\overline {BH}}} varav följer att:
{\displaystyle {\overline {M_{BH}M_{AH}}}\parallel {\overline {BA}}\parallel {\overline {M_{BC}M_{AC}}}}    och    {\displaystyle 2\cdot |{\overline {M_{BH}M_{AH}}}|=|{\overline {BA}}|=2\cdot |{\overline {M_{BC}M_{AC}}}|} (det vill säga att de gröna linjerna i figuren är parallella och liklånga)
Eftersom {\displaystyle {\overline {M_{BH}M_{AH}}}\parallel {\overline {M_{BC}M_{AC}}}}   ,    {\displaystyle |{\overline {M_{BH}M_{AH}}}|=|{\overline {M_{BC}M_{AC}}}|}   ,    {\displaystyle {\overline {HM_{AH}}}\parallel {\overline {OM_{BC}}}}    och    {\displaystyle {\overline {HM_{BH}}}\parallel {\overline {OM_{AC}}}} så är {\displaystyle \triangle HM_{AH}M_{BH}} kongruent med {\displaystyle \triangle M_{BC}M_{AC}}. och då {\displaystyle M_{AH}} är mittpunkt på {\displaystyle {\overline {AH}}} så är:
{\displaystyle |{\overline {AH}}|=2\cdot |{\overline {M_{AH}H}}|=2\cdot |{\overline {OM_{BC}}}|}
Betrakta nu medianen till {\displaystyle \angle BAC}, det vill säga {\displaystyle {\overline {AM_{BC}}}} (gul), som skär {\displaystyle {\overline {HO}}} i en punkt vi kallar {\displaystyle G}. Eftersom {\displaystyle {\overline {AH}}\parallel {\overline {OM_{BC}}}} så är {\displaystyle \angle OM_{BC}G=\angle HAG} och {\displaystyle \angle GOM_{BC}=\angle GHA}. Dessutom är såklart {\displaystyle \angle OGM_{BC}=\angle HGA}, vilket gör att {\displaystyle \triangle GOM_{BC}} och {\displaystyle \triangle GHA} är likformiga. Då {\displaystyle |{\overline {AH}}|=2\cdot |{\overline {OM_{BC}}}|} följer således att:
{\displaystyle |{\overline {HG}}|=2\cdot |{\overline {GO}}|}
Att även medianerna till {\displaystyle \angle ABC} och {\displaystyle \angle BCA} delar {\displaystyle {\overline {HO}}} i {\displaystyle G} visas på samma sätt. Vilket leder till:
att triangelns tyngdpunkt (som ju är skärningspunkten mellan hörnvinklarnas medianer) ligger på Eurlerlinjen och
att triangelns tyngdpunkt dessutom delar sträckan  mellan ortocentrum och den omskrivna cirkelns medelpunkt i två delar med proportionerna {\displaystyle |{\overline {HG}}|:|{\overline {GO}}|=2:1}.

### de Longchampspunkten
Eftersom de Longchampspunkten är ortocentrums spegling i den omskrivna cirkelns medelpunkt (det vill säga {\displaystyle L=O+{\vec {HO}}}) är beviset för att även de Longchampspunkten ligger på Eulerlinjen trivialt.

### Niopunktcirkelns medelpunkt
Beviset för att niopunktscirkelns medelpunkt ligger på Eulerlinjen ges i artikeln Niopunktscirkeln.

## Eulerlinjer för olika trianglar

Eulerlinjer (svarta) för olika trianglar (blå). Ortocentrum rött, den omskrivna cirkelns medelpunkt grön, höjder genom hörnen orange, sidornas mittpunktsnormaler violetta. Sidan är densamma i alla trianglarna, medan det tredje hörnet flyttas i förhållande till sidan. Går man åt höger i raderna flyttas hörnet närmare sidans mittpunktsnormal (och höjden genom hörnet följer ju såklart med). Går man man neråt i kolumnerna flyttas närmare. I andra kolumnen är vinkeln i rät, i den högra kolumnen ligger mitt över (och trianglarna i kolumnen är således likbenta), medan höjden i den andra raden är, vilket gör att triangeln längst till höger är liksidig (och ortocentrum sammanfaller med den omskrivna cirkelns medelpunkt – någon Eulerlinje kan således inte definieras för liksidiga trianglar).
Intervallen markerade med X innehåller de trianglar som har Eulerlinjer parallella till (tillsammans med trianglar utan denna egenskap). Om triangeln är rätvinklig, trubbvinklig eller likbent kan Eulerlinjen inte vara parallell med någon sida.

### Bevis för att sträckan delas i proportionerna 3:1:2:6 och att H, N, G och O delar Eulerlinjen harmoniskt
1)    Från beviset ovan för triangelns tyngdpunkt har vi att {\displaystyle |{\overline {HG}}|=2\cdot |{\overline {GO}}|}
2)    Från artikeln Niopunktscirkeln har vi att {\displaystyle |{\overline {HN}}|=|{\overline {NO}}|}
3)    Från definitionen av de Longchampspunkten har vi att {\displaystyle |{\overline {HO}}|=|{\overline {OL}}|}
1 och 2 ger
4)    {\displaystyle 2\cdot |{\overline {NG}}|+2\cdot |{\overline {GO}}|=2\cdot |{\overline {NO}}|=|{\overline {HN}}|+|{\overline {NO}}|=|{\overline {HO}}|=|{\overline {HG}}|+|{\overline {GO}}|=3\cdot |{\overline {GO}}|\Rightarrow 2\cdot |{\overline {NG}}|=|{\overline {GO}}|}
2 och 4 ger:
5)    {\displaystyle |{\overline {HN}}|=|{\overline {NO}}|=|{\overline {NG}}|+|{\overline {GO}}|=3\cdot |{\overline {NG}}|}
3, 4 och 5 ger:
6)    {\displaystyle 6\cdot |{\overline {NG}}|=|{\overline {HN}}|+|{\overline {NG}}|+|{\overline {GO}}|=|{\overline {HO}}|=|{\overline {OL}}|}
Således:
{\displaystyle |{\overline {HN}}|:|{\overline {NG}}|:|{\overline {GO}}|:|{\overline {OL}}|=3\cdot |{\overline {NG}}|:1\cdot |{\overline {NG}}|:2\cdot |{\overline {NG}}|:6\cdot |{\overline {NG}}|}
Punkterna {\displaystyle H}, {\displaystyle N}, {\displaystyle G} och {\displaystyle O} delar Eulerlinjen harmoniskt eftersom:
{\displaystyle {\frac {|{\overline {HN}}|}{|{\overline {NG}}|}}={\frac {3}{1}}={\frac {6}{2}}={\frac {|{\overline {HO}}|}{|{\overline {GO}}|}}\Rightarrow (H,G;N)=-(H,G;O)}